# ما نمی‌تونیم متوقف شیم
«ما نمی‌تونیم متوقف شیم» تک‌آهنگی از هنرمند اهل ایالات متحده آمریکا مایلی سایرس است که در ۳ ژوئن ۲۰۱۳ منتشر شد.
این تک‌آهنگ در چارت‌های اسکاتلند، نیوزلند، بریتانیا در رتبه اول و در چارت‌های کانادا، نروژ، استرالیا، اسپانیا، سوئد، اتریش، جزو ده ترانه اول قرار گرفت.